# 胚乳

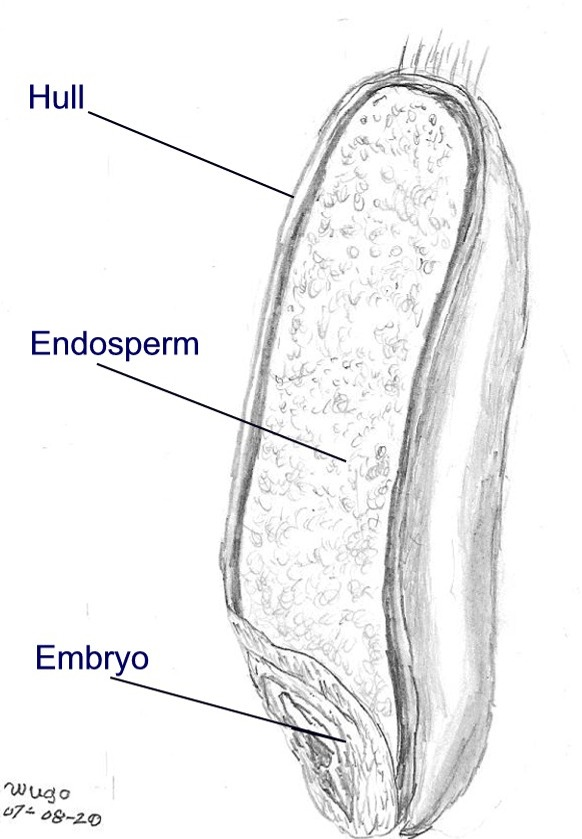
胚乳

胚乳（はいにゅう）とは種子植物の種子を構成する組織の1つ。受精卵が発育した幼植物である胚自体とは別の組織であり、発芽に際して胚の成長に必要な養分を供給する働きを持つ。
胚乳には種子植物の雌性配偶体である胚嚢に起源を持つ内乳と、胚嚢を生じる胚珠の珠心組織など親である胞子体組織に起源する周乳がある。また、内乳は裸子植物と被子植物では胚嚢内の異なる部位が発達して胚乳を形成する。

## 内乳

### 裸子植物の内乳（一次胚乳）
ここでは便宜的に古典的解釈に基づき内乳として扱うが、後述のように被子植物のものとは発生学的性格を著しく異にするため、今日では植物系統学の専門家はこれに内乳の呼称を当てないことが多い。裸子植物において、雌花の胚珠内で減数分裂によって形成された1倍体の大胞子細胞が雌性配偶体である胚嚢（今日では裸子植物では胚嚢と呼ばない傾向にある）にまで成長し、そこに造卵器が形成されるとそれ以外の組織が胚乳となる。たいていの場合、裸子植物の雌花では受粉直後はまだ雌性配偶体が未熟で受精は起きず、数ヶ月かけて雄性配偶体である花粉管と雌性配偶体が成長する。両者が成熟すると受精が行われるが、このとき雌性配偶体組織即ち胚乳はしばしば成熟した種子の大きさまで成長している。受精卵はこの胚乳組織に埋もれて胚にまで成長し、種子完成時にいったん休眠した後、発芽に際して胚乳から養分の供給を受けて再び成長を開始する。
この胚乳は雌性配偶体の本体そのものであるため一次胚乳と呼ばれ、シダ類の配偶体である前葉体の本体と相同であると言える。受精卵から生まれた胚が雌性配偶体から養分供給を受けて成長する形も、胚がいったん休眠することを除くとほぼシダ類の胚の成長様式と同じである。

### 被子植物の内乳（二次胚乳）
被子植物の胚嚢は裸子植物に比べると非常に小型化している。シダ類の前葉体と相同な雌性配偶体の本体部分は胚嚢の末端のたった3つの反足細胞となっている。反足細胞の反対側には造卵器が卵細胞を含めて3細胞にまで退化した卵装置があり、胚嚢の中央部には極核と呼ばれる2つの核が位置している。被子植物では裸子植物と異なり、受粉後ただちに花粉管が胚嚢まで伸びて受精が起きるが、花粉管によって運ばれる2つの精細胞の1つが卵細胞と合体するのと同時にもう1つの精細胞が2個の極核と合体する。これを重複受精と呼び、2倍体(2n)の受精卵と同時に3倍体(3n)の核が誕生する。この3倍体核を胚乳核と呼び、胚嚢内でこの核が分裂増殖して胚乳を形成する。
つまり、被子植物では受精に際して両親からの遺伝子を受け継ぐ受精卵核と胚乳核の2つの核が生まれ、前者からは胚が、後者からは胚乳が親植物である胞子体から養分供給を受けながら同時に成長する。受精によって新たに生まれた組織であるため、これを二次胚乳と呼ぶ。種子が完成すると胚と胚乳の成長はいったん停止、休眠し、発芽に際して胚乳から養分供給を受けて胚が成長する。
裸子植物の胚と胚乳の関係はいわば母親が子を養育する様式であるのに対して、被子植物では兄弟の一方がもう一方を養育する様式とみなせる。

## 周乳
スイレン科、コショウ科、アカザ科など一部の被子植物ではいったん生じた二次胚乳の組織が発生途中で退化消失し、替わって胚嚢を保護している胚珠組織である珠心の一部が発達して2倍体の胚乳を形成する。この場合はいわば祖母が孫を養育する様式とみなせる。
香辛料となるコショウ科のコショウの種子や、ゆでて食用にするアカザ科のホウキギの種子であるとんぶりは、この周乳を主に利用していることになる。

## 無胚乳種子
被子植物には種子の発生途中に胚乳の発育が停止し、退化消失してしまうものが数多く知られている。その中のいくつかは前述の周乳を発達させるが、多くの場合胚乳そのものを持たない種子となる。
たいていの無胚乳種子は胚乳の代わりに胚そのものの一部である子葉に発芽時に必要な養分を蓄えている。つまり、胚自体が自力で発芽する様式である。マメ科やブナ科、キク科の植物がそうした植物の代表で、食用となるマメ科の豆類、ブナ科のクリ、キク科のヒマワリの種子は養分を蓄えて肥大した子葉を食べているのである。
ラン科の微小な種子はやはり胚乳が退化消失しているが、薄い種皮の中には少数の細胞が集合しただけの単純な胚があるだけで、養分を貯蔵する組織を全く持たない。この種子が特定の共生菌類（たいていは担子菌）の生息する地面や樹皮上に落下すると、この菌の菌糸が胚組織に進入し、発芽に必要な養分を供給する。

## 資源として利用される胚（子葉）
- コーヒー豆
- ラッカセイ
- ペカン
- ココナッツ
  - コプラ
  - ココナッツジュース - 液状胚乳
- 松の実